# 연령군
연령군 이훤(延齡君 李昍, 1699년 7월 9일(음력 6월 13일) ~ 1719년 11월 13일(음력 10월 2일))은 조선의 왕족이다. 숙종의 여섯째 아들이며 어머니는 명빈 박씨이다. 경종과 영조의 이복 동생이다.

## 개요
숙종의 막내 아들로, 숙종의 아들 중에 경종, 영조보다 더 많은 사랑을 받았다. 5살의 나이에 어머니인 명빈 박씨가 죽자, 숙종은 6세 이후의 왕자의 군호를 봉작한다는 예법을 어기고 연령군(延齡君)으로 봉하였으며 늘 곁에 두고 보살폈다. 이후 후사 없이 승하하자 숙종은 매우 애통해하였다. 입양 계통상 흥선대원군의 고조부가 된다.

## 생애

### 출생
1699년(숙종 25년) 6월 13일, 숙종과 당시 내명부 종4품 숙원이었던 어머니 명빈 박씨(榠嬪 朴氏)의 아들로 창경궁 집복헌(集福軒)에서 출생하였다. 숙종의 여섯째 아들이자 막내아들로 숙종이 매우 사랑하였다. 아명(兒名)은 인수(仁壽)이다. 그의 태는 1699년 충청남도 예산군 대지동면 고새울(후일의 충청남도 예산군 대술면 궐곡리 산 54번지)에 매립되었다. 
어머니인 명빈 박씨는 1703년 연령군이 5세가 된 해에 세상을 떠났다. 숙종은 죽음을 이해하지 못하고 어미를 찾는 어린 아들을 애처로워하며 조정 신료들 앞에서 눈물을 보이기도 했다. 그는 일찍이 한 번 꿈속에서 한 사람을 보고 궁인에게 어머님의 모습을 물어보니, 자신이 꿈속에서 본 모습과 상당히 같았으므로 오열했다 한다. 그는 항상 어머니의 얼굴도 기억하지 못하는 것을 슬퍼하여, 내가 죽거든 선빈(先嬪, 돌아가신 어머니)의 무덤 곁에 묻어달라라고 했는데, 후일 숙종은 그 뜻을 불쌍히 여겨 그의 바람대로 묻어주었고, 사람들은 이를 모두 슬퍼했다 한다.
 
임금(숙종)은 왕자가 어려서 어머니를 여윔을 안쓰럽게 여겨
항상 좌우에 두고 보살핌이 지극하였다.

 — 《숙종실록》 38권,
숙종 29년(1703년 청 강희(康熙) 42년) 7월 15일 (기미)
1703년(숙종 29) 9월 4일 숙종은 아명을 방제에 쓸수 없다는 이유로 6세 이후에 봉군하는 법을 무시하고 5세에 불과한 그에게 이름 훤(昍)과 연령군의 군호를 내렸는데, 이에 대해 조정 신료들이 반발하자 숙종은 반대하는 대신들을 처벌하면서까지 봉작식을 강행했다.
 
왕자 이훤(李昍)을 봉하여 연령군(延齡君)으로 삼았다.
훤은 명빈 박씨(榠嬪 朴氏)가 낳았는데,
낳은 지 겨우 다섯 살 되던 때에 명빈이 졸(卒)하여 아직 장례를 치르기 전이다.
임금(숙종)이 승정원에 전교하기를,
"왕자의 봉작(封爵)은 혹은 여섯 살 혹은 열 살에 하였으나,
지금 명빈의 초상에 이미 제사를 주관할 사람이 있어야만 하니,
비록 장성하지는 않았지만 아명(兒名)을 방제(旁題) 에 쓸 수는 없다.
또 왕자는 몇 달만 지나면 여섯 살이 되니 정사를 열어 봉작케 하라."
하였다.
승정원에서 작주(繳奏)하기를,
"왕자께서 지금 어리시니 다만 봉작만 너무 이른 게 아닙니다.
하물며 어머니의 상중(喪中)에 있고 장례도 행하지 아니했는데,
작호를 봉하고 관면(冠冕)을 씌우는 것은 예법에 아주 어긋난 일이니,
결코 거행할 수 없습니다.
마땅히 예관(禮官)에 명하여 전례(典禮)를 널리 상고하여 품달하게 하소서." 하니,
비답하기를,
"이번에 봉작은 상명(上命)에서 나왔으니, 미안한 일인지는 모르겠다.
예관에게 상고하여 아뢰게 하고, 또한 대신에게도 묻도록 하라."

하였다.
 — 《숙종실록》 38권,
숙종 29년(1703년 청 강희(康熙) 42년) 9월 3일 (병오)

그는 오랫동안 소갈병을 앓았다 한다. 신도비에 의하면 '오랫동안 가슴을 답답해했는데, 마침내 소갈병이 생겼는데 병이 발작하면서 사제로 나왔다가 조금 차도가 있으면 도로 들어갔다'는 것이다. 그는 처음 대궐에서 출궁한 후, 숙종이 불편하다 하면 촛불을 지키고 있다가 숙종이 잠자리에 들었다는 말을 들으면 취침하였다. 인원왕후가 병에 걸리면 부왕인 숙종에게 했던 것과 마찬가지로 극진히 간병하였다. 그는 대궐에 입직할 때는 옷 띠를 풀지 않은 적이 많았으며, 수시로 부왕의 오줌을 맛보고 건강을 점검하기도 하였다. 1703년(숙종 39) 9월 9일 종친부유사당상에 임명되었다.

### 왕자 시절
숙종의 총애가 각별해 숙종의 세 아들(경종, 영조, 연령군) 중 가장 두드러지게 사랑을 받았다. 1705년(숙종 31년), 연령군이 왕의 교지를 받들기 위해 뜰앞에 무릎을 꿇고 대기하였는데, 교지를 전달하는 정랑 조도빈이 집에서 늦게 나와 왕자를 기다리게 하자 숙종은 매우 노하여 조도빈을 파직하였다.
 
왕자(王子) 연령군(延齡君) 이훤(李昍)이 숙은(肅恩)할 때에
이조(吏曹)의 낭관(郞官)이 교지(敎旨)를 전해야 하는데,
미처 오지 않아 왕자가 자못 오랫동안 뜰에 꿇어앉아 있었다.
임금이 대내(大內)에서 보고 진노하여 정랑(正郞) 조도빈(趙道彬)의 벼슬을 파직하라고 명하였는데,
임금의 목소리가 밖에서 들렸으므로, 액정(掖庭) 사람들이 모두 두려워하였다.

 — 《숙종실록》 42권,
숙종 31년(1705년 청 강희(康熙) 44년) 9월 9일 (경오)
1704년 6세의 나이로 종친부 당상관의 작위를 하사받았으며, 1706년 관례를 행하였다. 사헌부로부터 상중에는 있던 직책도 사퇴하는데 그에게 유사당상직을 맡겼다고 반대하며, 그를 추천한 사람들을 파면할 것을 청했지만 왕이 듣지 않았다. 1707년 2월 7일 9세의 나이로 종친 임원군 이표의 외손녀이자 판돈령부사 김동필(金東弼)의 딸인 김씨와 가례(嘉禮)를 올렸으며 임창군 혼(臨昌君焜) 등이 주관하였다. 군부인 김씨는 부인 병을 앓았는데 연령군의 묘비 명에 의하면 군부인은 태를 손상 해서 자녀를 낳을 수 없었다(矣郡夫人損胎無子) 한다.
1708년(숙종 34년) 출궁을 앞둔 그의 제택을 정하는데 숙종이 수만 냥을 들이려 하자 부제학 조태구 등이 지난 해인 1707년에 정한 연잉군의 제택에 들인 비용이 2천 냥에 불과하였음을 지적하며 반대하였다.
조정의 반대가 극심하자 숙종은 정명공주의 저택을 구입하여 연령군에게 제택으로 하사하였는데 무려 200칸에 이르는 이 거대한 저택은 본시 연잉군이 사려고 오랜 기간 공을 들였지만 1707년에 숙종이 사지 못하도록 금한 것이었다. 이후에도 이 저택을 보수하는데 주춧돌을 바꾼 비용만도 중인 4가구의 재산과 같다는 지적이 있었다. 1711년(숙종 37) 11월에 연령군은 10여 일간 천연두를 앓았다가 나았다. 그의 두환(痘患, 천연두)을 고친 의사 유상(柳王+常)은 상을 받고 가자되고, 얼마 뒤 지방 수령직에 임명된다. 그해에 숙종은 연령군에게 왕자 사부를 붙여서 글을 배우게 하였다.
이후 숙종의 특명으로 종부시도제조, 사옹원도제조, 오위도총부도총관 등을 지냈다. 1715년 다시 출궁하여 집으로 돌아갔고, 종부시 도제조(宗簿寺都提調)에 임명되었다. 1716년 12월 17일 도총부 도총관(都摠府都摠管)을 겸임하였고, 1717년 숙종의 온천 행을 동행 호종(扈從)하였고, 돌아와서는 도총부 도총관의 임기가 끝나, 체직되었다., 1717년 6월 15일 다시 도총관에 임명되고, 1718년 4월 12일 다시 도총관, 6월 14일 사옹원도제조(司饔院都提調)을 겸임 되었다. 그는 사망 당시까지도 사옹원도제 조직을 겸직하였다.
인현왕후의 오빠인 민진원의 저서인 《단암만록》에 의하면 숙종은 연잉군(영조)으로부터 첫 손자(효장세자)를 얻었음에도 별로 기뻐하지 않았고, 이전에 있었던 이이명과의 정유독대 당시 연령군을 염두에 두고 있었다고 기록하였다.
 
연령군(延齡君)은 사람됨이 온유하고 영민하여
임금(숙종)의 사랑을 받은 것이 연잉군보다 지나쳤다.
연잉군(延礽君, 영조)은 자주 임금의 질책을 받았고
또 생모(숙빈 최씨)의 상(喪)중에 있으면서 아들을 낳았기 때문에
행검이 없다고 책망하여 임금을 알현하지 못하게 한 것이
몇 개월이나 되었다.
정유년(1717년) 이이명(李頤命)이 독대(獨對)했을 때
임금의 뜻은 대개 연령군에게 있었다고 한다.
 — 《단암만록》, 민진원

### 최후
병든 아비의 변을 직접 맛을 볼 만큼 지극한 효성으로 숙종의 병수발을 들어오던 연령군은 1719년 9월에 병에 걸려 병석에 누웠다가 그해 10월 2일, 탕제의 효험 없이 21세의 젊은 나이로 가회방(嘉會坊) 사저에서 갑자기 급사하였다. 그의 사망 소식을 전해들은 숙종이 오열을 하며 제택으로 친림하려 하였지만 군신들의 반대로 갈 수 없었다. 숙종은 궐밖에 나가 직접 연령군의 마지막 모습과 염습을 지켜보겠다고 하였으나, 신하들이 애써 반대하여 그만두었다.
연령군 이훤의 졸기

왕자(王子) 연령군(延齡君) 이훤(李昍)이 졸(卒)하였다.
훤은 자(字)가 문숙(文叔)인데, 임금(숙종)의 셋째 아들로서, 성품이 효성스럽고 근실하였다.
사제(私第)에 나가 살았는데, 폐해가 백성들에게 미치지 않았다.
임금이 병든 후 밤낮으로 곁에서 모시며 조금이라도 게을리함이 없었으니,
임금이 매우 사랑하였다.
이에 이르러 졸하니, 나이 21세로 아들이 없었다.
임금이 매우 슬퍼하여 스스로 글을 지어 제사지내고, 또 친히 묘문(墓文)을 지었다.
시호(諡號)는 효헌(孝憲)이라 하였다.
 — 《숙종실록》 64권,
숙종 45년(1719년 청 강희(康熙) 58년) 10월 2일 (신축)
 
약방의 세 제조가 먼저 청대하니, 임금이 불러 흥정당(興政堂)에 이르렀다.
이이명이 연령군의 장례에 친림할 수 없는 상황을 극진하게 아뢰자,
임금이 눈물을 뿌리고 오열하며 말하기를,
"나의 두 눈이 물건을 보지 못하니 비록 가더라도 무엇을 하겠는가마는,
단지 입관하기 전에 그 시신이라도 한 번 어루만져 보려는 것이다.
경 등은 모름지기 나의 지극한 정리(情理)를 헤아려 억지로 다투지 말라." 하였다.
이어서 판중추부사 조태채 · 영의정 김창집 · 우의정  이건명 등이 합문에 나아가 청대하자
임금이 불러서 보았는데,
승지(承旨)와 삼사(三司)의 여러 신하들도 따라 들어가 여러 사람이 번갈아 간하니,
임금이 말하기를,
"이미 가보지 못하고 이곳에 앉아 슬퍼하고 번민만 하면 반드시 다른 병이 첨가될 것이다.
한 번 가서 슬픔을 풀어버리면 결단코 손상되는 바가 없을 것이니, 염려하지 말라." 하였다.
(중략)
이날 임금의 슬픔이 지극히 깊고 중대하여 차마 우러러볼 수가 없었는데,
군신(群臣)이 진언하면 곧 누구냐고 묻고는 반드시 온화한 말로 답하였다.
그리고 삼사(三司)에서 합계(合啓)하자 정리를 억제하여 따랐으니,
군하(群下)로서 허심탄회하게 아랫사람을 접대하는 도량을 칭송하지 않는 이가 없었다.
(중략)
여러 신하들이 물러가자 비로소 옥당(玉堂)의 차자(箚子)에 비답하기를,
"친림하는 일절은 우선 정지하도록 하겠다." 하였다.
 — 《숙종실록》 64권,
숙종 45년(1719년 청 강희(康熙) 58년) 10월 2일 (신축)
그의 이복 형인 왕세자(경종)는 군신들의 반대를 무릅쓰고 친림을 강행하였지만, 군신들이 실의에 빠져있는 숙종에게 나아가 왕세자의 친림을 정지하기를 청하기에 이르자 친림단자를 거두고 상차에는 숙종을 모시고 연령군의 제택으로 친림할 것임을 통보하였지만 이루지 못했다. 왕세자는 존현각(尊賢閣)에 나아가 죽은 아우를 위해 거애(擧哀)하였으며, 스스로 제문(祭文)을 지어 ‘불러도 응답하지 않고 막연히 소리가 없으니, 끝이난 이 세상에서 공연히 의형(儀形)만을 생각하는구나. 가는 세월 흐르는 물 같아서 산으로 갈 날 기약이 있도다. 금양(衿陽) 떠날 날이 하룻밤뿐인데 무정한 달빛은 천추(千秋)토록 비치리라.’는 극도에 이른 우애를 드러냈다. 이후 숙종이 글을 지어 제사를 지내고 친히 묘문을 지었다.

### 사후
바로 효헌공의 시호가 추서되었다. 그에게 후사가 없음을 안타깝게 여긴 숙종은 1719년(숙종 45) 10월 20일 직접 소현세자의 증손자인 밀풍군 이탄의 아들들 중 차남 상대(尙大)를 지명하여 양자로 들여 후사로 삼게 하였다. 연령군은 어려서 어머니가 돌아가 얼굴조차 제대로 기억 못하는 것을 슬퍼하며 어머니의 곁에 묻어달라는 유언을 남겨, 그해 12월 17일 경기도 금천현 하북면 번당리(衿川縣 下北面 樊塘里; 현. 서울특별시 동작구 대방동) 명빈 박씨의 묘소 북서쪽 해좌(亥坐)에 묻혔다. 묘비문은 서평군이 썼고, 묘지문은 옥오재 송상기(玉吾齋 宋相琦)가 썼다. 신도비문은 의정부우의정 이이명이 짓고, 글은 이조판서 조태구(趙泰耉)가 썼으며, 의정부우참찬 민진원(閔鎭遠)이 돌에 새겼다.
1725년(영조 1) 6월 부인 상산군부인 김씨(商山郡夫人 金氏, 1698∼1725)가 29세로 사망했다. 한편 1727년(영조 3) 1월 연령군 가의 종이 백성과 싸웠는데, 종부시에서 그 백성만 잡아가 문초하다가 죽어 물의를 일으켰다. 그 해 12월에 소현세자의 4대손 밀풍군 탄의 아들 상대를 양자로 들여 상원군(商原君)으로 봉했다. 그러나 상원군은 생부 밀풍군의 아들이라서 밀풍군 추대 사건에 연좌되어 파양되고, 영조는 선조의 아홉째 서자 경창군 주의 5대손 이채의 아들 수신(守愼)을 낙천군으로 봉하고 양자로 삼았다.
후일 그의 제사는 운현궁 남연군의 후손들이 받들게 되었지만, 남연군의 후손들은 연령군의 후손이 아닌 사도세자의 별자 은신군의 후손이라 강조하였다. 또한 스스로를 남연군파라 지칭하였다. 선원속보를 편찬할 때도 왕의 생가 인물 중 왕으로 추존받지 못한 인물에게도 은신군 휘 진, 남연군 휘 구와 같이 이름 앞에 휘(諱)자를 붙인 반면, 연령군에게는 이름 앞에 휘자 없이 일반 왕족처럼 표기하였다. 20세기에 와서 연령군을 시조로 보고 연령군을 선조로 인정하기 시작하였다.
1935년 경성부 구획정리에 의해 1940년 그의 묘소는 경성부 대방정에서 충청남도 예산군 덕산면 옥계리 5-52벉,구 가야사터 동남쪽 3 km 지점 근처에 어머니 명빈 박씨의 묘소와 함께 이장되었다. 가야사터는 연령군의 양증손자 남연군 내외 묘소가 있는 곳이다. 남연군 묘 근처 옥계저수지변으로 이장되었으며, 이장된 묘소는 부인 상산군부인과 합장이고, 어머니 명빈 박씨의 묘소 바로 우측에 있다. 연령군 내외 및 명빈박씨 묘 건너편 서남쪽에는 산을 등지고 흥녕군의 묘가 있다. 충청남도 예산군 대술면 궐곡리에는 20세기 초까지 그의 태실이 묻혀 있었다. 
연령군의 신도비는 1967년 8월 3일 서울 성북구 공릉동(현 노원구 공릉동) 230-1번지 대한민국 육군사관학교 근처로 옮겨졌고, 1980년 6월 11일 서울특별시 유형문화재 제43호로 지정되었다. 충남 예산군 대술면에 있던 그의 태실은 1930년대 조선총독부에 의해 경기도 고양군 원당면 원당리 서삼릉 경내로 이전되고, 남아 있던 비석과 일부 유물은 1960년대 충남대학교 박물관으로 이전되었다.

## 가족 관계
| - 조부 : 현종(顯宗, 1641~1674) - 조모 : 명성왕후 김씨(明聖王后 金氏, 1642~1683) - 아버지 : 숙종(肅宗, 1661~1720) - 외조부 : 박효건(朴孝健, 생몰년 미상) - 외조모 : 미상 - 어머니 : 명빈 박씨(䄙嬪 朴氏, ? ~ 1703) | - 장인 : 김동필(金東弼, 1678~1737) - 장모 : 전주 이씨(全州 李氏) - 아내 : 상산군부인 상산 김씨(商山郡夫人 商山 金氏, 1698~1725) - 김동필의 딸 - 장남(양자, 이후 파양): 상원군 이공(商原君 李糿, 1715~1733) - 차남(양자): 낙천군 이온(洛川君 李縕, 1720~1737) |

## 논란

### 후사 문제
양자로 지명된 상원군이 후손이 없이 사망하자 다시 선조의 서자 경창군의 6대손 채의 차남 온을 사후양자로 정하고 낙천군으로 봉하였다. 그러나 낙천군도 후손이 없이 사망하여 결국 덕흥대원군가의 동돈녕 이형종의 차남 영을 달선군으로 봉하여 낙천군의 양자로 삼았다. 그러나 달선군 영의 부인 신씨가 낙천군부인 서씨와의 갈등으로 달선군이 약을 먹고 자결한다. 정조에 의해 은신군을 봉사손으로 지명했지만 은신군은 이미 사망한 상태였다.
은신군을 연령군의 사후봉사손으로 삼게 되면서, 손자뻘인 은신군을 할아버지뻘인 연령군의 양자로 삼을 수 있느냐 없느냐의 문제를 두고 오랫동안 논란이 발생하였다.

### 사도세자 강조와 연령군 회피
19세기까지만 해도 운현궁가에서는 자신들을 사도세자 또는 장조의 별자 은신군의 후손임을 강조하였다. 장조의 서차남 은신군이 연령군의 봉사손으로 정해졌지만 이는 은신군 사후에 정조에 의해서 결정된 것이다. 은신군도 아들이 없었으므로 인평대군의 6대손 진사 이병원의 차남 채중을 은신군의 양자로 사후입양하였다.
정조가 영조의 유지를 이유로, 은신군을 연령군의 후사로 정하면서 은신군 집안을 계승하는 사람이 연령군가의 제사를 지내게 되었다. 그러나 은신군의 양자인 남연군의 후손들은 연령군을 선조로 하지 않고, 사도세자를 강조했다. 1792년 편찬된 선원계보기략에도 은신군은 사도세자의 아들로 되어 있었고, 고종이 즉위한 뒤에 편찬된 선원보들도 사도세자의 자녀 항목에 은신군을 넣었으며, 출계(出系)라는 단어를 넣지도 않고 사도세자의 아랫 부분에 은신군의 이력을 기록하였다. 1892년 발행된 선원계보기략에도 은신군은 사도세자의 아들로 등재되었다.
남연군의 후손들은 1919년 5월에 세운 흥친왕 신도비와 이준용 신도비에도 여전히 장조의 아들 은신군을 강조했다. 1948년에 영선군 이준용의 신도비를 다시 세울 때도 융릉(장조)의 아들임을 강조했다. 남연군의 후손들은 19세기까지만 해도 연령군의 생일, 기일 제사를 받들었지만, 연령군이나 낙천군 대신 사도세자를 내세웠다. 그러다가 20세기에 와서 연령군을 선조로 인정하기 시작하였다.

## 참조
- 왕자 연령군 증시 효헌공 신도비명
- 운현궁의 가계승계와 그들의 묘비

## 연령군이 등장한 작품

### 드라마
- 《해치》 (SBS, 2019년, 배우:노영학)